# Леонтій (митрополит Київський)
Леонтій (ст.-сл. Леонтий, грец. Λεόντιος, рік народження невідомий — †1008) — в деяких джерелах вважається одним із перших митрополитів Київських (992-1008), імовірно грецького походження. Розповсюджена думка що його служіння припадало на період правління великого князя Володимира Святославича. 
Втім, сам факт існування Леонтія як історичної постаті є предметом дискусій. Зокрема, Енциклопедія історії України не згадує його в переліку київських митрополитів, натомість наводить ім’я Теофілакта як першого митрополита Київського, який, імовірно, розпочав служіння близько 988 року, невдовзі після хрещення Русі. Враховуючи, що перші митрополити призначались у Константинополі і були, як правило, греками, найбільш достовірними вважаються саме візантійські джерела, а не пізні київські чи московські списки.

### Біографія
Відомості про Леонтія надзвичайно обмежені. У деяких історичних реконструкціях його вважають першим або другим митрополитом Київським (після Михайла І). Питання про його реальне існування та місце в ієрархії залишається відкритим.
Згідно з окремими джерелами, саме за його митрополичого служіння відбулося перенесення мощей святої рівноапостольної княгині Ольги до Десятинної церкви в Києві. Цей епізод вважається свідченням його участі в церковному житті та зміцненні християнства на Русі.

### Історичний контекст
Після хрещення Русі в 988 році Київська митрополія стала частиною Константинопольського патріархату. Перші її очільники були переважно греками, що відповідало візантійській церковній політиці. У різних джерелах наводяться суперечливі версії щодо перших митрополитів: згадуються Михайло, Леонтій, а також Настас Корсунянин. Проте найбільш достовірно засвідченим і документованим є Теофілакт.

### Пам’ять
За окремими джерелами, Леонтій помер близько 1007 або 1008 року. Незважаючи на сумніви щодо його історичності, у деяких історичних традиціях він залишається символічною фігурою раннього періоду становлення Київської митрополії.